# Antropologia visual
Antropologia da imagem ou antropologia visual e da imagem é um ramo da antropologia cultural, aplicada ao estudo e  produção de imagens, nas áreas da fotografia, do cinema ou, desde os meados dos anos 1990, nos novos media utilizados em etnografia.
A antropologia cultural, a par da antropologia física (estudo do Homem biológico e da sua evolução), é uma subdivisão da antropologia, enquanto ciência geral do Homem. É, simultaneamente, uma reflexão sobre a utilização das novas tecnologias da imagem, com efeitos semelhantes aos que foram causados pelos processos de gravação e reprodução fonográfica na etnomusicologia.
Envolve também o conceito o estudo antropológico da representação visual, no ritual, no espetáculo, no museu, na arte ou na produção ou receção dos meios de comunicação de massa, os media. Aplica-se a designação para exprimir a ideia de observação do real pela imagem, tida como mais “fiel” do que a palavra ou o discurso ou como prova objetiva de determinado evento ou realidade.
No fundo, o conceito de antropologia visual, embora se restrinja às aplicações que se usam nos métodos da ciência, no sentido lato é uma questão central que  surgiu desde que o Homem é homem : no momento em que resolveu representar-se a si próprio pela imagem.

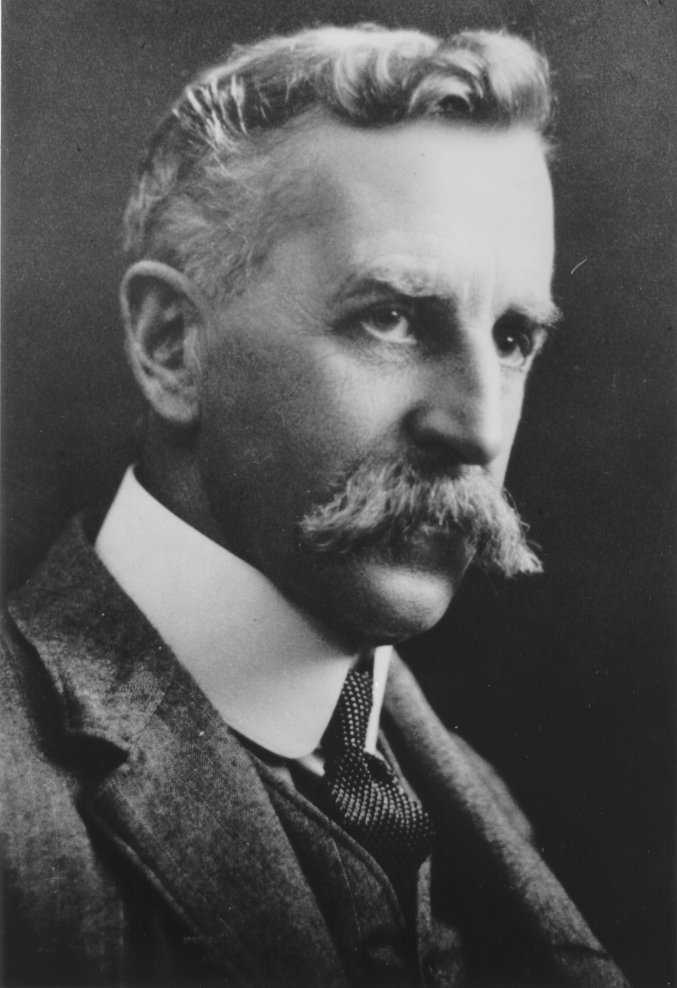
Walter Baldwin Spencer

## Desenvolvimento
Antes de a antropologia surgir enquanto disciplina académica, certos etnógrafos usaram a fotografia como ferramenta de pesquisa. Podemos assim considerar como precursores da antropologia visual Walter Baldwin Spencer e Rudolf Poch, que pela primeira vez utilizaram a máquina fotográfica nas suas expedições, retratando os hábitos de aborígenes para a criação de arquivos na Alemanha e que logo se aperceberam das distorções de comportamento das pessoas representadas,  distorções essas derivadas da simples presença de um fotógrafo e da sua ferramenta, a câmara fotográfica.
Cultivam a antropologia visual, cada um a seu modo, Robert Flaherty (cineasta e não cientista, mas inspirador do movimento), Margaret Mead, Gregory Bateson, Marcel Griaulle, Germaine Dietrerlen, Jean Rouch, este numa perspetiva menos convencional, misturando documentário etnográfico e ficção (etnoficção) em muitas das obras etno-cinematográficas que realiza, abrindo novas portas à pesquisa antropológica e à modernidade do cinema em novas áreas. Há imagens (sempre as houve) em que o real se transfigura em arte, ao pôr a nu a beleza da verdade.
Marcel Mauss (1872 - 1950), no seu Manual de Etnografia (1947), refere o uso da fotografia entre os métodos de observação no trabalho de campo. Destaca o valor da fotografia aérea, como auxiliar da cartografia e o recurso à teleobjetiva para se evitar o efeito de pose (a postura artificial da pessoa fotografada). Recomenda também o uso da documentação fotográfica para registo de objetos com interesse etnográfico e evita o recurso excessivo a imagens fotográficas sem registo detalhado (hora, local, distância, etc.) e sem que sejam descritas as circunstâncias da utilização de tais objetos. Insiste sobre a necessidade de comentar cada foto e de incluir todas elas num diário de campo. Nessa perspetiva, merece ser destacada a qualidade dos registos e anotações de Bronisław Malinowski (1884 - 1942) no trabalho de pesquisa que fez sobre os nativos dos arquipélagos da Nova Guiné e Melanésia.
Numa perspetiva mais recente, cabe aos antropólogos destacar as contribuições de real valor etnográfico dentro da profusão de imagens da época em hoje vivemos, perante o evoluir dos meios de comunicação tal como convém ser feito por exemplo na análise do trabalho resultante das expedições etnográficas de pintores e desenhadores naturalistas, tais como John Webber ( 1751- 1793 ), Jean-Baptiste Debret (1768 – 1848), Rugendas (1802 - 1858).  A propósito desses documentaristas historiadores disse Etienne Samain o seguinte: " (...) sabemos, antes de mais, que abundam investigadores sem formação antropológica consistente que, mau grado a sua incipiência, se lançam de corpo e alma na aventura visual antropológica, deitando a mão a toda a tralha audiovisual. São empreendimentos generosos, é claro, mas logo nos dececionam, ou porque não sabem discernir suficientemente bem o que vislumbram ou porque se excedem na economia da complexidade dos factos antropológicos que pretendem registar"

## Jean Rouch, criador da antropologia visual

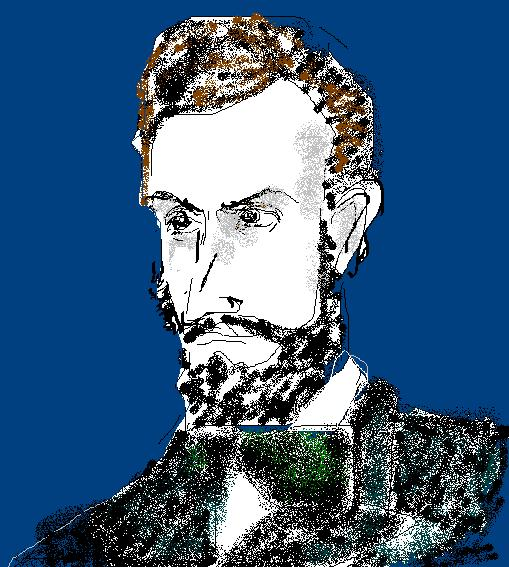
Marcel Mauss

Um dos temas maiores da moderna antropologia é o estudo de personagens míticos ou reais que encarnam valores da civilização. Certos desses valores foram estudados por Marcel Mauss. No seu livro Ensaio sobre a Dádiva argumenta que as sociedades rurais (como as retratadas em alguns dos filmes portugueses dos anos sessenta e setenta do século XX, em particular na região de Trás-os-Montes) praticam «(…) antigos sistemas de troca centrados na obrigação de dar, de receber e sobretudo em práticas recíprocas» (…) Assim pensando, Mauss recusa a tradição inglesa do pensamento liberal, como o utilitarismo, enquanto distorções das práticas humanas de troca, que desde sempre se praticam. Por esse motivo exclui implicitamente as sociedades mercantis do campo de estudo da antropologia cultural.
No caso da antropologia visual a questão põe-se de outro modo visto ter começado a ser praticada uns anos depois do final da Segunda Grande Guerra Mundial, ensaiando práticas inovadoras durante o seu rescaldo, numa Europa em convulsão. É na França do pós-guerra que Jean Rouch realiza o primeiro filme desse género, Chronique d'un été (Crónica de um Verão), corealizado com Edgar Morin, em 1961.

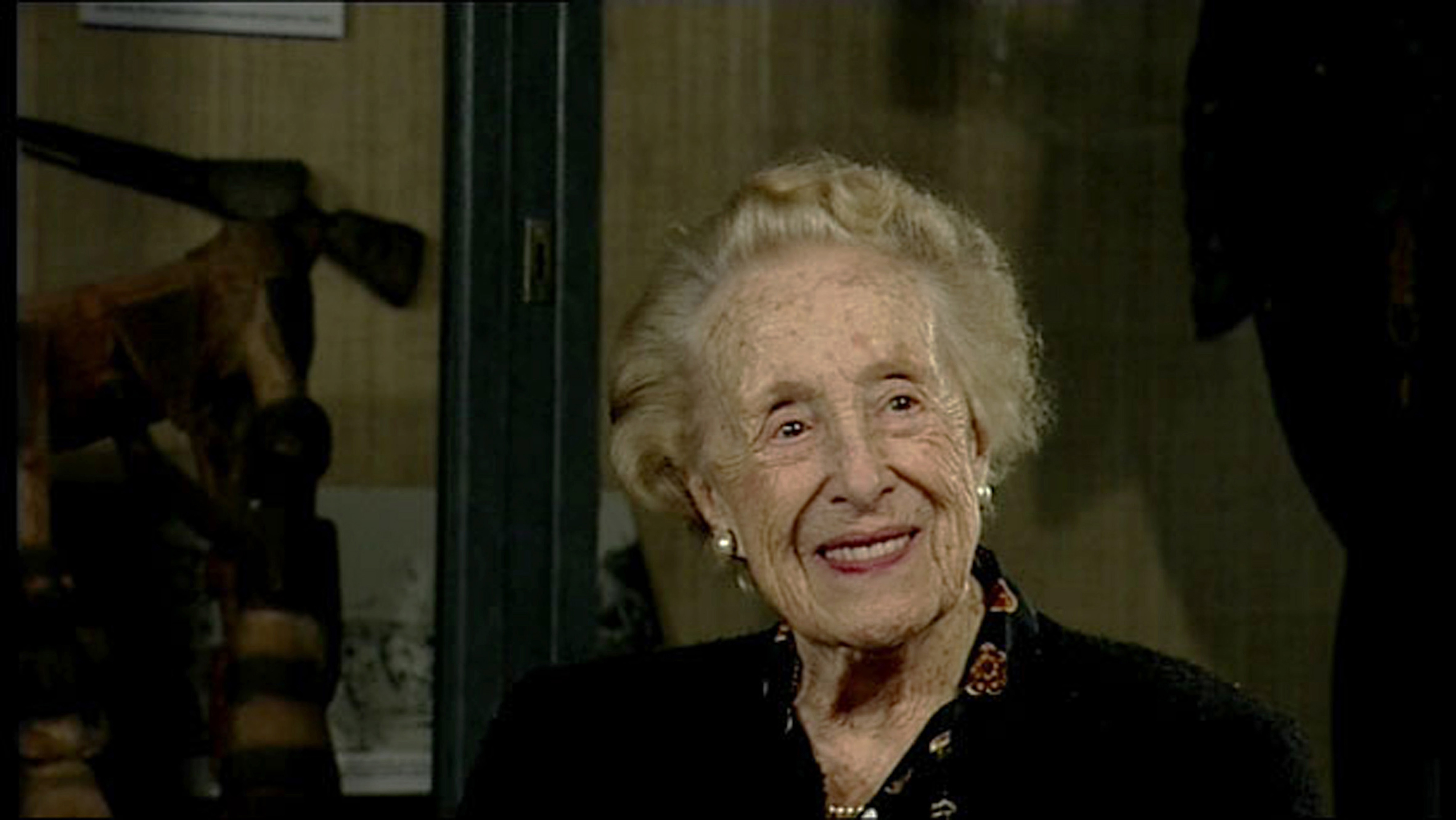
Germaine Dieterlen

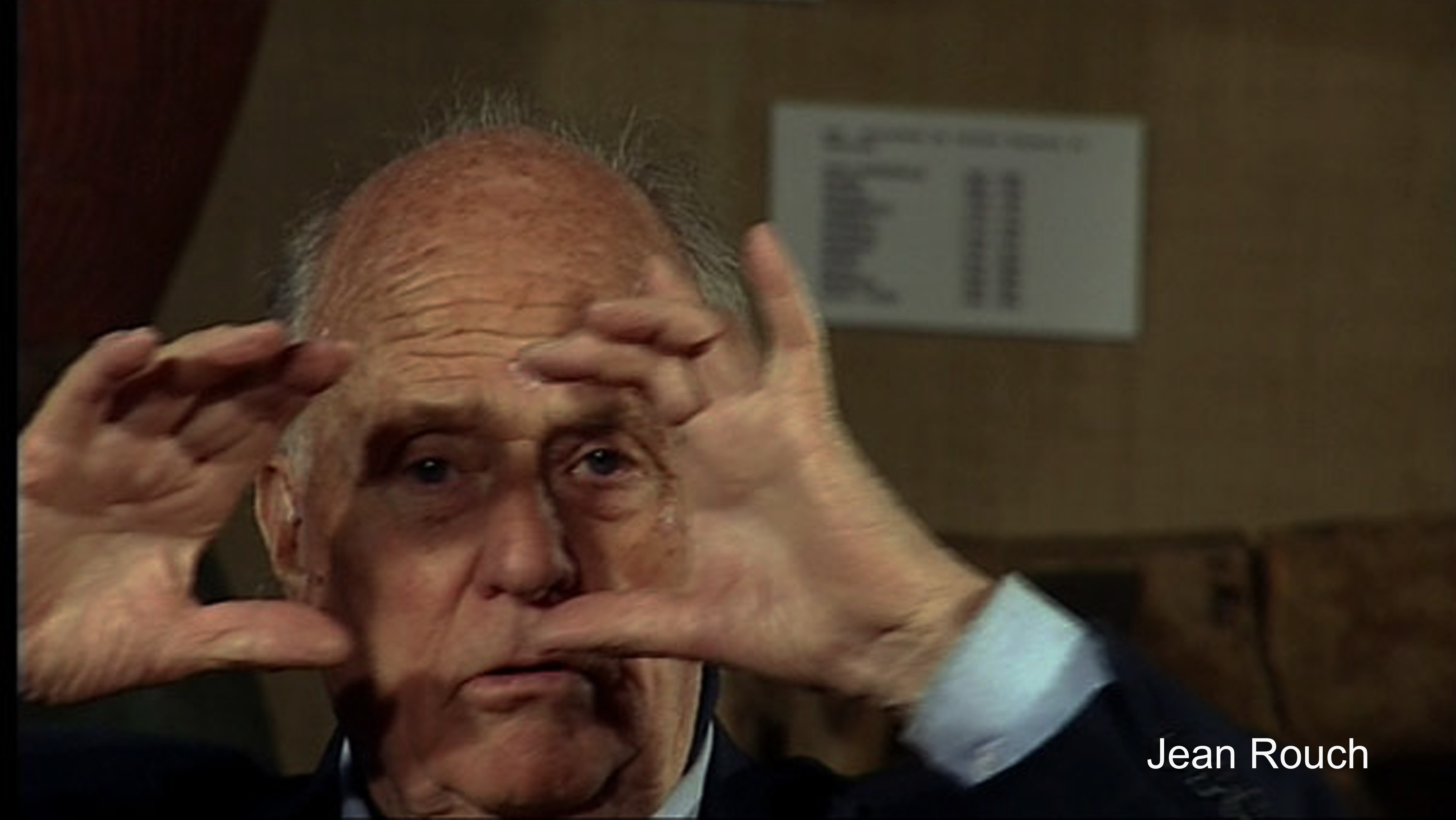
Jean Rouch

Aluna de Marcel Mauss tal como Rouch, sua companheira nas incursões africanas com Marcel Griaule, Germaine Dieterlen é uma das figuras maiores da moderna antropologia cultural, com ensaios cautelosos na antropologia visual. Foi professora nessa área na École pratique des hautes études (Escola Prática de Altos Estudos). Trabalhou sob a orientação de Mauss no estudo dos Dogons e dos Bambaras juntamente com Marcel Griaule, Jean Rouch, Solange de Ganay e Denise Paulme. Centrou-se em particular na investigação com Griaule do estudo das noções de realeza sagrada, do papel do primogénito na família, do parentesco entre tios maternos e sobrinhos, da divisão do trabalho, do estatuto do manda-chuva na sociedade. Fez um trabalho exaustivo sobre as cerimónias do Sigui, que culminou na obra monumental Le renard pâle (O Raposo branco), uma das figuras prediletas do endiabrado Rouch, que não resiste a identifica-se com ele.
Sendo cada episódio deste ritual encenado apenas de sessenta em sessenta anos, levaram os estudos de Dieterlen sobre o ciclo de Sigui a que qualquer dogon se desse conta que durante a toda a sua vida a cerimónia a que assistia era apenas um pequeno episódio de um evento intemporal, num ciclo de eterno retorno. O que neste caso está em causa é o significado de sociedade arcaica, designação proveniente do pressuposto de “sociedades baseadas na oralidade, não dotadas de práticas de escrita e de técnicas modernas; daí a expressão de arcaicas.”  Noutra perspetiva, está em causa o pensamento ocidental, decorrente da crença na superioridade do cristianismo: outro pressuposto contrariado pelo facto de os mitos dogons da criação do mundo por Amma estarem inscritos em mitos africanos primordiais, que estão na raiz também das crenças cristãs da existência de um Deus único e todo poderoso.
Estuda a antropologia a condição do Homem numa perspetiva diacrónica e arcaica da História, enquanto a sociologia o faz numa perspetiva sincrónica e moderna, “em função do meio e os processos que interligam os indivíduos em associações, grupos e instituições”.

## Antropologia visual no Brasil

### Fundamentos
No Brasil, entre os precursores desta ciência, não podemos deixar de apreciar a beleza e perfeição técnica da obra de Marc Ferrez (1843 - 1923) e, mais recentemente, do também franco-brasileiro Pierre Verger (1902 - 1996).
O primeiro era filho dos franceses Alexandrine Caroline Chevalier e de Zéphyrin Ferrez, gravador de medalhas e escultor, membro da Missão Artística Francesa, homónimo do tio e escultor Marc Ferrez, participante nessa mesma missão, que retratou cenas dos períodos do Império e início da República do Brasil, entre 1865 e 1918. Poderia ser considerado um pioneiro da Antropologia Visual brasileira. Não sendo essa a sua vocação, por influência da sua época. Naturalista, historiador e, mais que tudo fotógrafo, deixou um legado sobre a vida urbana, rural e selvagem do Brasil, que nos obriga a uma reflexão sobre a antropologia e a história. Destaca-se no trabalho que fez a identificação das etnias formadoras, do processo histórico da colonização e, por força de sua inserção social enquanto documentarista do governo, a sua aptidão em captar o progresso e o avanço tecnológico de seu país.
O francês Pierre Verger (Pierre Edouard Leopold Verger), fotógrafo e etnólogo autodidata, fascinado pelo Brasil, adoptou o nome religioso de Pierre Fatumbi Verger por se considerar um babalaô (sacerdote iorubá) e dedicou grande parte da sua obra, ainda mal conhecida, ao estudo da cultura e religiosidade negra do Brasil e da África Ocidental, tornando-se uma referência na antropologia visual. Tal estatuto não o priva todavia de críticas pertinentes de antropólogos que reclamam seriedade na análise científica, gerando controvérsia. Esta circunstância enriquecerá  porventura a própria ciência.

## Antropologia visual em Portugal
Manuel Viegas Guerreiro (2012/1997), professor da Faculdade de Letras de Lisboa, mentor da etnologia e da antropologia cultural como ciências modernas em Portugal, centrou o seu trabalho no estudo da literatura tradicional, definindo-a nestes termos : «… o que é transmitido de geração em geração, o que vem de longe, que tem uma certa duração no tempo e vai nele vivendo». Acrescenta ainda : «Teremos, por isso, que eliminar a invenção recente que ainda não passou à voz do povo ou que, por ela passando, com pouca demora, se poderá extinguir». E explica com ironia de quem fala : « os pobres por oposição aos ricos, a gente da rua, de meia tigela, por oposição à gente da alta, à gente fina e de boas famílias na gíria de hoje, o Zé-Povinho ou pagante, os outros em relação a nós, em suma. E sobre serem pobres, ainda massa analfabeta e apoucada de espírito».
Reforça ainda Viegas Guerreiro, “Homem e Irmão dos Homens” (cit. Agostinho da Silva), a exclusão daquilo que ainda não passou à voz do povo por entender que, regra geral, a sabedoia de um analfabeto em nada é inferior à de um letrado.

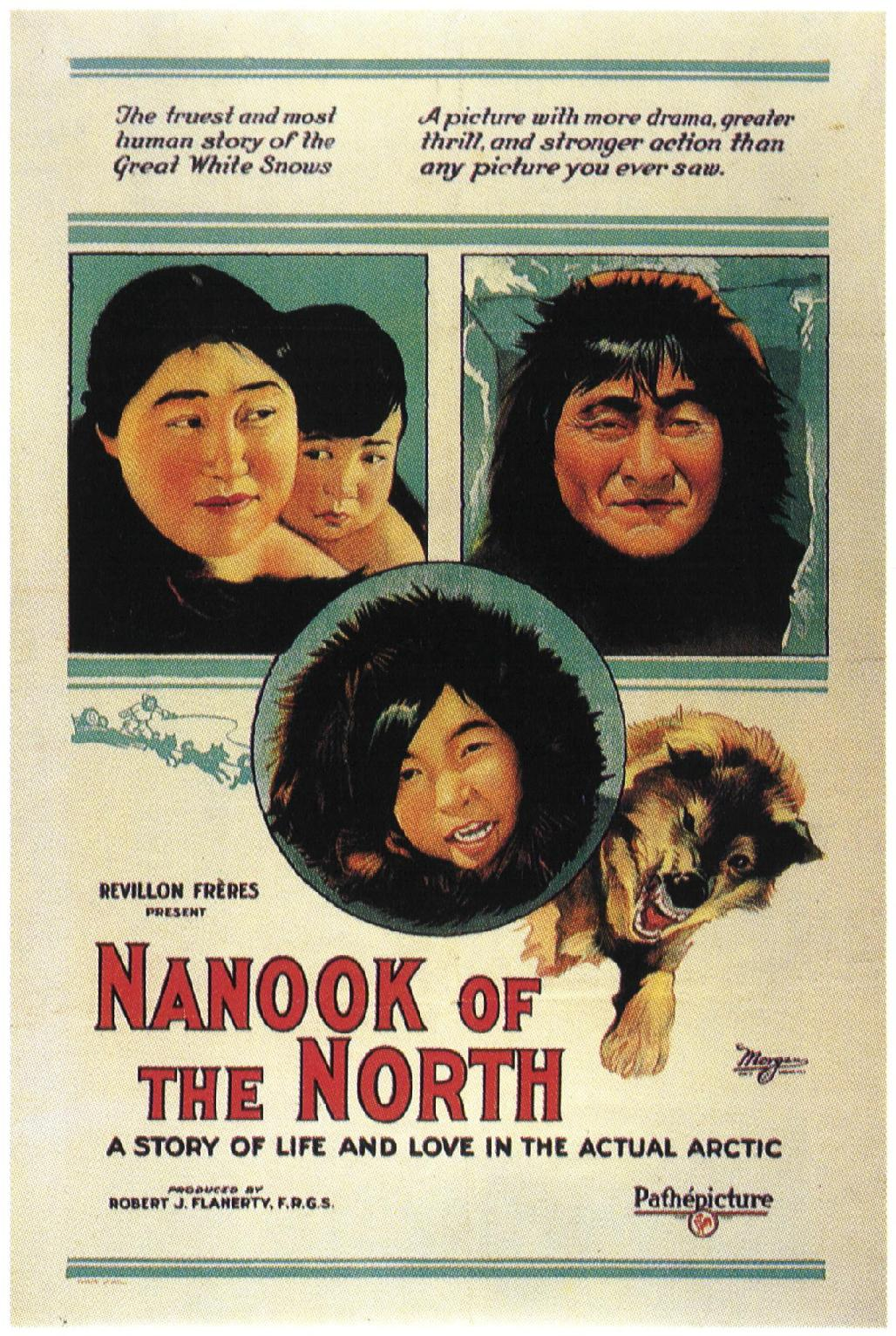
Nanook of the North (Nanook, o Esquimó), 1922, um clássico do documentário etnográfico, filme de Robert Flaherty